# Hypocala plumicornis
Hypocala plumicornis är en fjärilsart som beskrevs av Achille Guenée 1852. Hypocala plumicornis ingår i släktet Hypocala och familjen nattflyn. Inga underarter finns listade i Catalogue of Life.